# Arianops stygica
Arianops stygica är en skalbaggsart som beskrevs av Park 1960. Arianops stygica ingår i släktet Arianops och familjen kortvingar. Inga underarter finns listade i Catalogue of Life.